# 那丹伯镇
那丹伯镇，是中华人民共和国吉林省辽源市东丰县下辖的一个乡镇级行政单位。

## 行政区划
那丹伯镇下辖以下地区：
那丹伯村、石缝村、屏风村、十八道岗村、前进村、四方顶村、建国村、石顶村、曙光村、新华村、大块地村、二道河村、胡米村、双鸭村和向阳村。